# Mont-Tremblant
Mont-Tremblant is een stad en gemeente in de Canadese provincie Québec, in de Laurentiden, ongeveer 130 kilometer ten noordwesten van Montréal. In 2021 telde de gemeente 10.992 bewoners.
Het staat bekend voor het Nationaal park Mont-Tremblant, ten noorden van de stad, het Lac Tremblant, een groot meer naast het skigebied Tremblant, en Circuit Mont-Tremblant, een racecircuit. Het is genoemd naar de Mont-Tremblant (de "trillende berg"), een berg binnen de gemeente.

## Toerisme
Met 3 miljoen jaarlijkse bezoekers is Mont-Tremblant de derde toeristische bestemming binnen Québec.